# سی‌ال‌سی
سی‌ال‌اسی (کره‌ای: 씨엘씨؛ انگلیسی: CLC؛ سرواژهٔ CrystaL Clear) گروه دخترانه اهل کره جنوبی شکل گرفته زیر نظر کیوب انترتینمنت است. لاین‌آپ نهایی گروه شامل سونگ‌هی، یوجین، سونگ‌یون، یه‌اون و اون‌بین بود. ال‌کی و سورن در سال ۲۰۲۱ از گروه جدا شدند. سی‌ال‌سی در سال ۲۰۲۲ منحل شد.

## اعضا
- سونگ‌هی (کره‌ای: 승희) – وکالیست[۲]
- یوجین (کره‌ای: 유진) – وکالیست[۲][۳]
- سونگ‌یون (کره‌ای: 승연) – وکالیست، لیدر[۲][۳]
- سورن (کره‌ای: 손) – وکالیست[۴][۵][۳]
- یه‌اون (کره‌ای: 예은) – رپر، وکالیست[۲]
- ال‌کی (کره‌ای: 엘키) – وکالیست[۲]
- اون‌بین (کره‌ای: 은빈) – وکالیست، رپر[۲]

### تایم‌لاین
- خط عمودی قرمز به یک انتشار اشاره دارد.